# Marco Emílio Lépido (cônsul em 6)
Marco Emílio Lépido (em latim: Marcus Aemilius Lepidus; c. 30 a.C.–33 (62 anos)) foi um senador romano da gente Emília eleito cônsul em 6. Lépido era filho de Cornélia e Lúcio Emílio Lépido Paulo, cônsul em 34 a.C., censor e cunhado da neta de Augusto, Júlia, a Jovem, que era casada com seu irmão, Lúcio Emílio Paulo, cônsul em 1.

## Primeiros anos
Depois do consulado, Lépido se destacou como legado de um exército durante a Grande Revolta da Ilíria (6–9) sob o comando de Tibério. Depois da guerra, foi governador da Dalmácia ou da Panônia.
Na época da morte de Augusto (14), Lépido era governador da Hispânia e estava encarregado de três legiões. Ao contrário das legiões da fronteira do Reno-Danúbio, as de Lépido não se revoltaram depois da morte do imperador.

## Atividades durante o reinado de Tibério
Em 20, Lépido defendeu Cneu Calpúrnio Pisão, que era, além de amigo de Tibério, um parente de Lépido, em seu julgamento pelo suposto envenenamento de Germânico. No ano seguinte, Tibério lhe ofereceu o governo da África Proconsular, mas Lépido recusou a oferta alegando problemas de saúde e vontade de ficar próximo dos filhos. O motivo real, porém, foi provavelmente o desejo de deixar a posição para Quinto Júnio Bleso, tio de Lúcio Élio Sejano, o poderoso prefeito pretoriano de Tibério. Apesar de uma aparente submissão à vontade do imperador, Lépido demonstrou no Senado uma mente independente. Em 21, ele proferiu um poderoso discurso contra a pena de morte de um poeta considerado irreverente demais. O poeta acabou sendo executado, mas o discurso permitiu que Tibério elogiasse a moderação de Lépido e também o zelo do Senado na punição de qualquer ofensa contra o imperador.
Estudiosos modernos sugeriram que Lépido foi o responsável pela restauração da Basílica Emília, no Fórum Romano, em 22 e que ele serviu como procônsul da Ásia em 26. Aparentemente Lépido era um dos poucos aristocratas a obter altos postos (incluindo o comando de grandes exércitos) nesta época conturbada sem jamais ter sido acusado de conspirar contra o imperador. Apesar disto, Lépido foi atacado em 32 pelo importante senador Cota Messalino por sua excessiva influência no Senado, mas sem maiores consequências.
Lépido morreu em 33. Tácito o descreveu como sendo "sábio e nobre" por seus atos como senador e, segundo ele, suas ações podiam servir de exemplo para aristocratas independentes vivendo sobre uma tirania.

## Família
É possível que a esposa de Lépido tenha sido Vipsânia Marcela, filha de Marco Vipsânio Agripa e de sua segunda esposa, Cláudia Marcela Maior. Se for este o caso, é possível que o nome de um dos filhos do casal esteja numa inscrição sobre a reforma da Basílica Emília.
Sua filha, Emília Lépida, se casou com Druso César, filho de Germânico e de Agripina, a Velha. Ela se matou mais tarde ao ser acusada de adultério.
Embora seja incerto, alguns historiadores acreditam que Lépido tenha sido o pai de Marco Emílio Lépido, cunhado e amante de Calígula, marido de sua filha Júlia Drusila e que rumores da época indicavam que poderia ser indicado por Calígula como seu sucessor. Este jovem Lépido acabou implicado numa conspiração em 39 com as irmãs do imperador, Agripina, a Jovem, e Júlia Lívila. Independente de a conspiração ter sido real ou não, o fato é que Calígula acusou-o e Lépido foi executado no mesmo ano.